# Лазаров, Мартин
Мартин Лазаров — отставной болгарский боец смешанных единоборств, выступавший в тяжелом весе. Чемпиона Болгарии по вольной борьбе. Призёр Чемпионата Европы по вольной борьбе.
Известен прежде всего боем против Федора Емельяненко, для которого этот бой был дебютным в ММА,
На турнире MMA Rings Russia vs Bulgaria, который прошел в Екатеринбурге в 2000 году проиграл удушающий приемом (гильотиной) в первом раунде Федору Емельяненко. На турнире MMA Rings Russia vs Bulgaria 2001 Лазаров проиграл другому именитому российскому бойцу Михаилу Илюхину решением судей (4:0 по очкам) .
Погиб 15 июля 2010 года в результате автокатастрофы.

## Статистика в ММА
| Боёв 2   | Побед 0 | Поражений 2 |
| -------- | ------- | ----------- |
| Нокаутом | 0       | 0           |
| Сдачей   | 0       | 1           |
| Решением | 0       | 1           |

| Результат | Рекорд | Соперник          | Способ                      | Турнир                             | Дата          | Раунд | Время | Место                | Примечание |
| --------- | ------ | ----------------- | --------------------------- | ---------------------------------- | ------------- | ----- | ----- | -------------------- | ---------- |
| Поражение | 0-2    | Михаил Илюхин     | Решение (4-0 по очкам)      | Rings Russia — Russia vs. Bulgaria | 6 апреля 2001 | 1     | 10:00 | Екатеринбург, Россия |            |
| Поражение | 0-1    | Федор Емельяненко | Удушающий прием (гильотина) | Rings Russia: Russia vs. Bulgaria  | 21 мая 2000   | 1     | 2:24  | Тула, Россия         |            |